# Fanny Stevenson

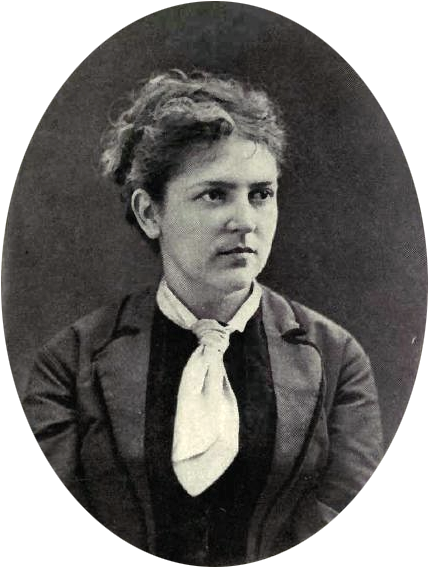
Fanny Osbourne, um 1876

Fanny Stevenson (* 10. März 1840 in Indianapolis als Frances Matilda Van de Grift; von 1857 bis 1879 (1. Ehe) Fanny Osbourne; † 18. Februar 1914 in Santa Barbara) war eine US-amerikanische Schriftstellerin und Künstlerin und in zweiter Ehe verheiratet mit Robert Louis Stevenson.

## Biografie

### Kindheit
Fanny Stevenson hatte eine sorgenlose Kindheit, in der sie die schnelle Entwicklung des Bundesstaates Indianas von der Wildnis zur Zivilisation sowie den Aufstieg der Stadt Indianapolis zu einem Industrie- und Handelszentrum miterlebte.

### Beziehung zu Samuel Osbourne
Mit 17 Jahren heiratete sie am 24. Dezember 1857 Samuel Osbourne, der Sekretär des Gouverneurs von Indiana war. Ein Jahr nach der Hochzeit kam ihre Tochter Isobel Osbourne auf die Welt. Im Laufe der Zeit zog die Familie in der Stadt Indianapolis häufig um.
Dann ging Samuel Osbourne in den Amerikanischen Bürgerkrieg und Fanny kümmerte sich allein um ihre Tochter. Nach dem Bürgerkrieg ließ sich Samuel Osbourne, zu der Zeit des Goldrausches in dem Jahr 1863, in den Silberminen in Nevada nieder. Fanny und Isobel sollten ihm später nach Nevada folgen. In dem Jahr 1864 traten beide mit einem Schiff die lange und gefährliche Reise auf die andere Seite Amerikas an. Sie fuhren von New York nach Panama und von dort aus weiter nach San Francisco und nach auf dem Landweg zu den Silberminen nach Nevada. Die 32-tägige Reise war Fannys erste abenteuerliche Reise in ihrem Leben. In Austin lebte die Familie in notbedürftigen Holzhütten in der rauen und unwirtlichen Umgebung der Minenstadt. Zudem lebten dort viele Männer, welche auf der Suche nach Gold waren, und nur sieben Frauen. Das Leben in Austin brachte für die Familie schwierige Jahre mit sich, da fatale hygienische und medizinische Bedingungen herrschten. Die Versorgungslage war problematisch. Zu jeder Zeit waren Indianerüberfälle möglich. Die schwierige Situation verschreckte Fanny nicht und sie lernte zu gärtnern, zu kochen, mit Pistolen zu schießen sowie Zigaretten zu drehen.
Später zog die Familie nach Virginia City und Samuel Osbourne betrog seine Ehefrau. Im Jahr 1866 ging Fanny mit ihrer Tochter nach San Francisco und Samuel Osbourne zur Goldsuche in die Berge. Zwei Jahre später wurde ihr zweites Kind Samuel Lloyd Osbourne geboren. Fanny wurde wieder von ihrem Ehemann betrogen, woraufhin sie nach Indiana zu ihren Eltern zurückkehrte. Sie blieb circa ein Jahr bei ihnen und überlegte, wie es mit der Ehe zwischen ihr und ihrem Ehemann weitergehen sollte. 1869 versöhnte sich das Paar wieder und ließ sich in Oakland nieder. 1871 wurde ihr drittes Kind Hervey Osbourne geboren. Fanny Stevenson beschäftigte sich mit Malerei und Gartenarbeit. Trotz der Geburt der zwei weiteren Kinder hatte sich das Paar auseinandergelebt und Samuel Osbourne war weiterhin untreu zu seiner Ehefrau. Daraufhin entschied sich Fanny 1875 ihren Ehemann zu verlassen und mit ihren drei Kindern nach Europa zu reisen. Dort lebten sie drei Monate in Antwerpen, da Fanny mit ihrer Tochter Isobel Osbourne Kunst studieren wollte. Jedoch wurde Frauen der Zutritt zur Schule verwehrt, sodass Fanny Stevenson und ihre Kinder nach Paris zogen, wo die beiden Frauen sich in die Académie Julian einschrieben.

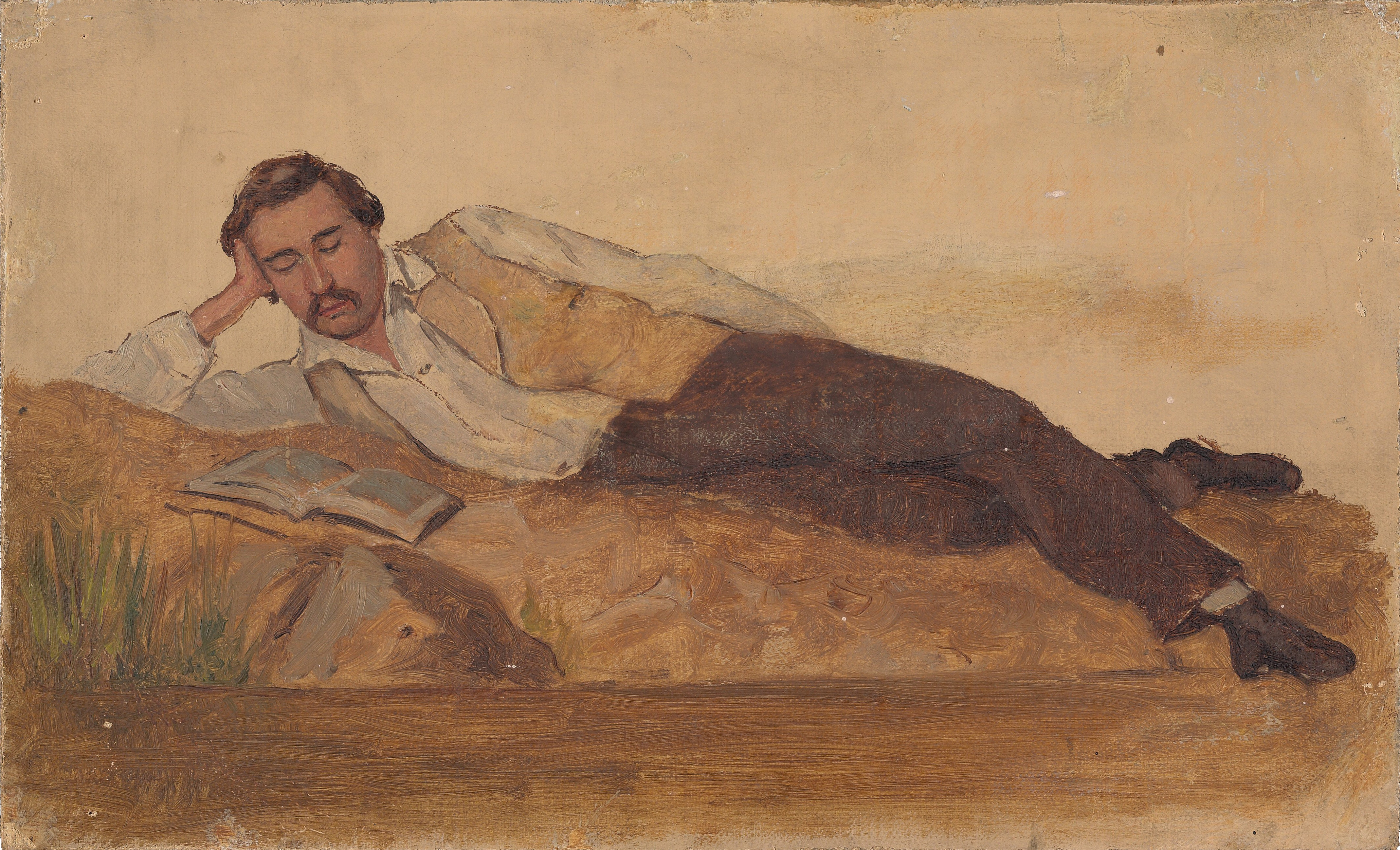
Fanny Osbourne: Porträt Robert Louis Stevenson, 1876

Ihr jüngster Sohn Hervey erkrankte an Tuberkulose und starb 1876. Der Tod löste bei Fanny Stevenson Depressionen aus und sie wurde körperlich krank. Um wieder gesund zu werden, folgte sie der ärztlichen Empfehlung und zog aufs Land. Als Wohnort wählte sie das kleine Dorf Grez-sur-Loing aus, in welchem sich Künstler und Schriftsteller trafen, um sich auszutauschen und Kontakte zu knüpfen. Dort lernte sie Robert Louis Stevenson kennen. Fanny Stevenson und Robert Louis Stevenson kamen sich näher und durch die sich entwickelnde Liebe zu ihm, verzweifelte Fanny Stevenson, da sie noch nicht von ihrem Ehemann geschieden war. Aus ihrer Verzweiflung heraus kehrte sie in dem Jahr 1878 mit ihren Kindern nach Kalifornien zu Samuel Osbourne zurück. Ein Jahr später, 1879, war sie der Überzeugung, dass die Ehe zwischen ihr und Samuel Osbourne nicht mehr zu retten war, sodass sie an Robert Louis Stevenson schrieb, der nach Kalifornien reiste. Im gleichen Jahr ließ sie sich von ihrem Ehemann Samuel Osbourne scheiden. Die Hochzeit mit Stevenson fand im Jahr 1880 statt.

### Beziehung zu Robert Luis Stevenson

Von links: Lloyd Osbourne, Fanny und Robert Louis Stevenson, König Kalākaua und Stevensons Mutter Margaret bei ihrem Besuch im Königreich Hawaiʻi, Fotografie 1889

Fanny Stevenson hatte maßgeblichen Einfluss auf die schriftstellerische Karriere von Robert Louis Stevenson.
Fanny war 40, Louis fast 30, als die beiden heirateten. Seine Gesundheit war schlecht, Fanny eignete sich medizinische Kenntnisse an, um ihm helfen zu können. Als früher Anhänger der Keimtheorie schützte Fanny ihren Mann später im Leben rigoros vor Erkältungen und irritierte sowohl ihn als auch Besucher.
Fanny Stevenson schrieb und veröffentlichte Kurzgeschichten, darunter einige Fantasy-Geschichten für Kinder. Sie schrieb mit ihrem Mann an einigen seiner Werke mit und war seine erste Leserin und Lektorin.
Trotz Geldmangel reisten sie viel: in die Schweiz, nach Schottland, nach Südfrankreich und England, später nach Samoa, um eine Umgebung zu finden, die die Lungenerkrankung ihres Mannes linderte.